# إينس
إينس (بالألمانية: Ins) هي بلدية ضمن مقاطعة سيلاند في كانتون برن بسويسرا. تبلغ مساحتها 23.9 كيلومتر مربع، ويقدر عدد سكانها بـ 3444 نسمة (حسب تعداد ديسمبر 2015).

## أعلام
- ألبرت أنكر